# Nelivaptan
Nelivaptan (INN)  (tên mã phát triển SSR-149,415) là thuốc đối vận thụ thể vasopressin không chọn lọc, hoạt động bằng đường uống, chọn lọc cho phân nhóm V1B. Thuốc đã được đưa vào thử nghiệm lâm sàng để điều trị chứng lo âu và trầm cảm. Vào tháng 7 năm 2008, Sanofi-Aventis tuyên bố rằng sự phát triển hơn nữa của loại thuốc này đã bị dừng lại.